# Cowley Wright
Cowley Wright (1889 – 1923) foi um ator britânico da era do cinema mudo.

## Filmografia selecionada
- The Rocks of Valpre (1919)
- The Channings (1920)
- Ernest Maltravers (1920)
- Sybil (1921)